# 시티즌스 뱅크 파크
시티즌스 뱅크 파크(Citizens Bank Park)는 미국 펜실베이니아주 필라델피아에 있으며, 필라델피아 필리스가 사용하고 있는 미국의 야구장이다.
2004년에 개장한 야구장이며, 4만2901명을 수용할 수 있다. 주차장은 1만5500대를 주차할 수 있으며, 경기장 외부에는 800그루 이상의 나무가 심어져 있다는 특징이 있다.

## Photo gallery

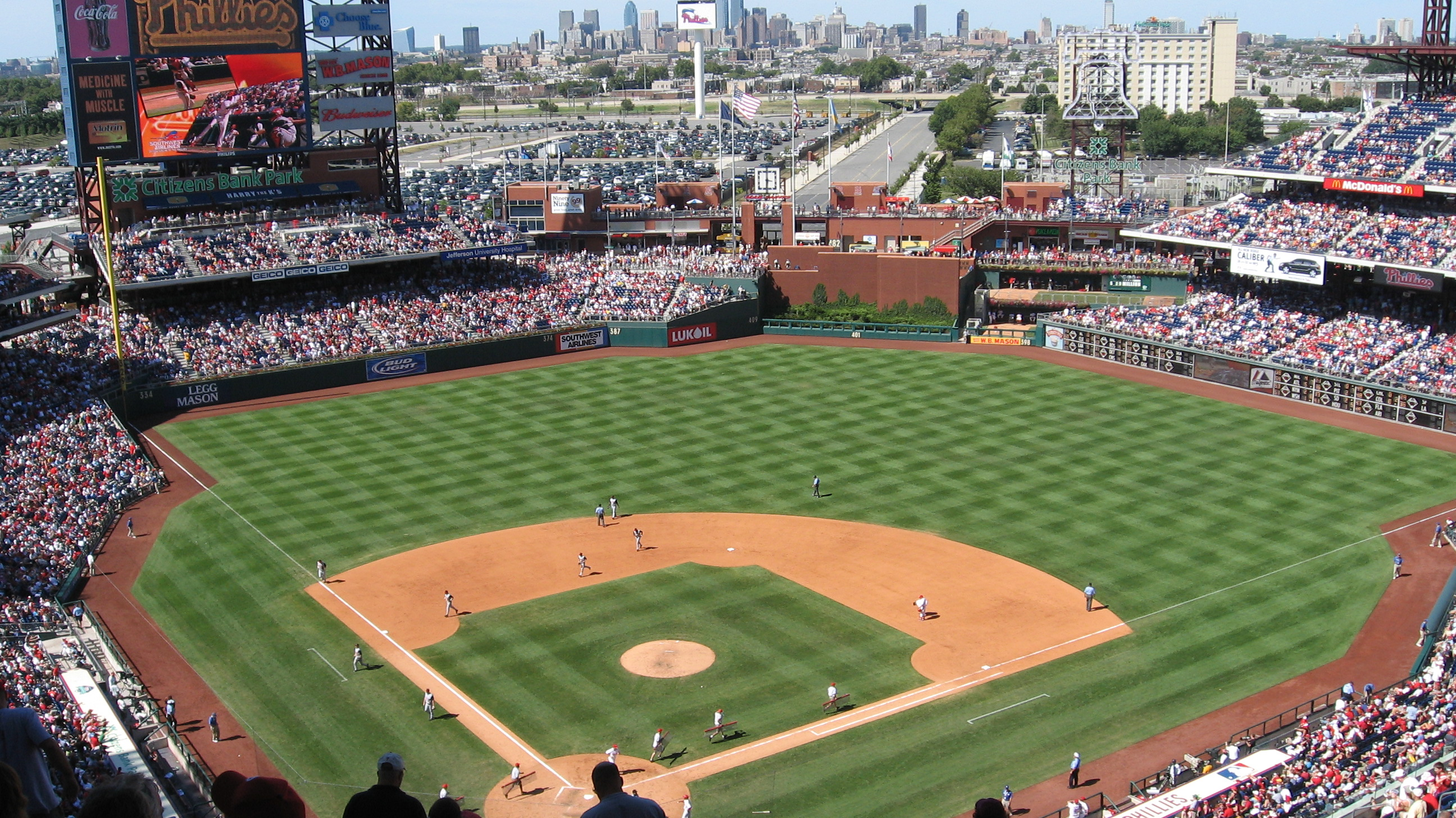
Citizens Bank Park
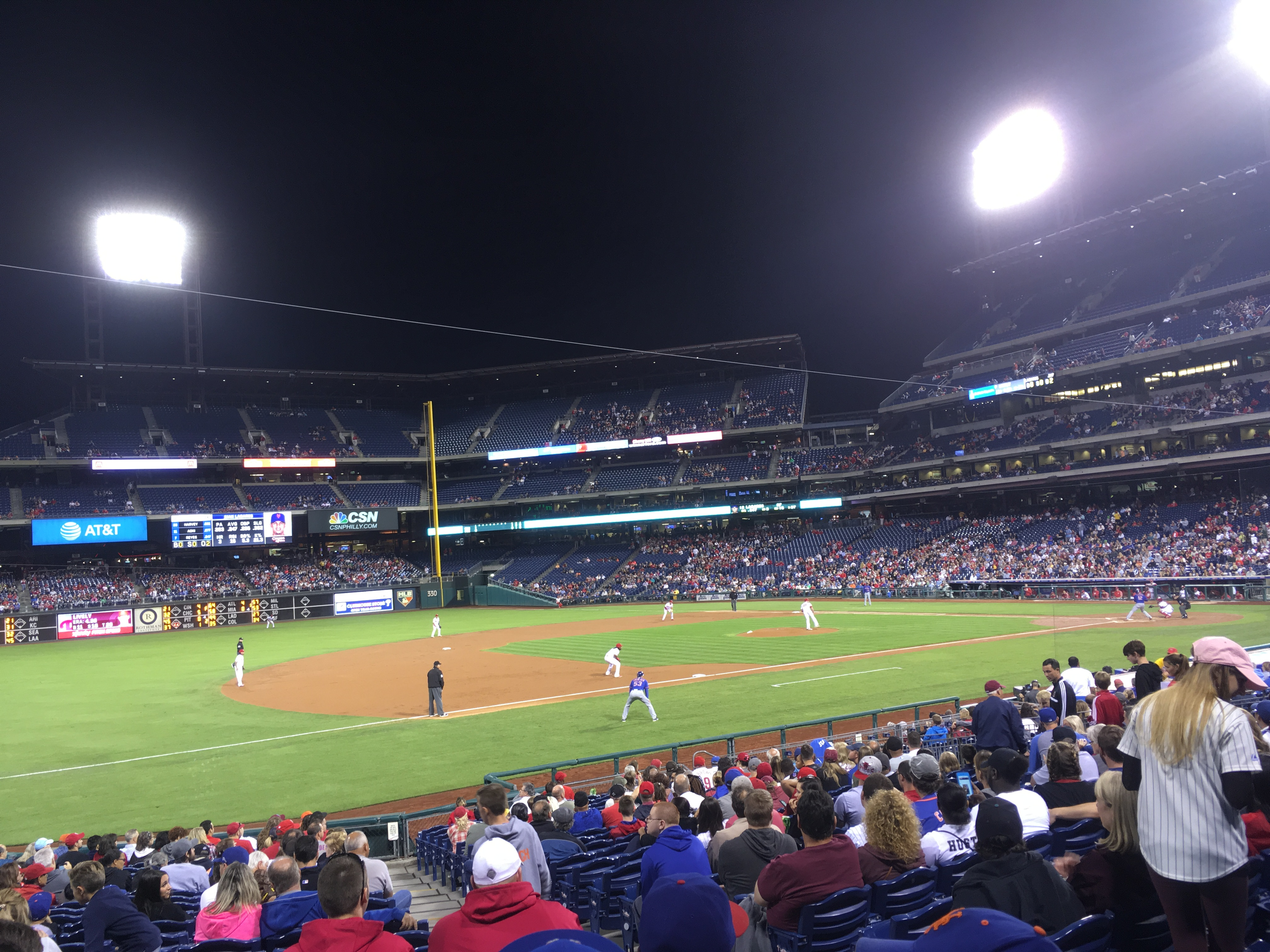
The Phillies take on the New York Mets at Citizens Bank Park on September 29, 2017.
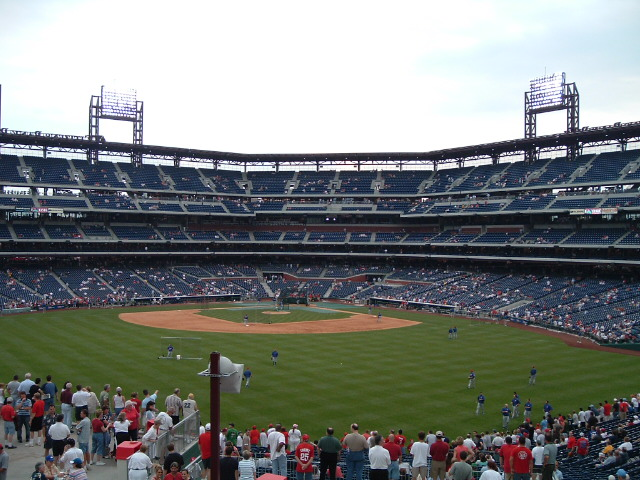
Outfield view from Ashburn Alley
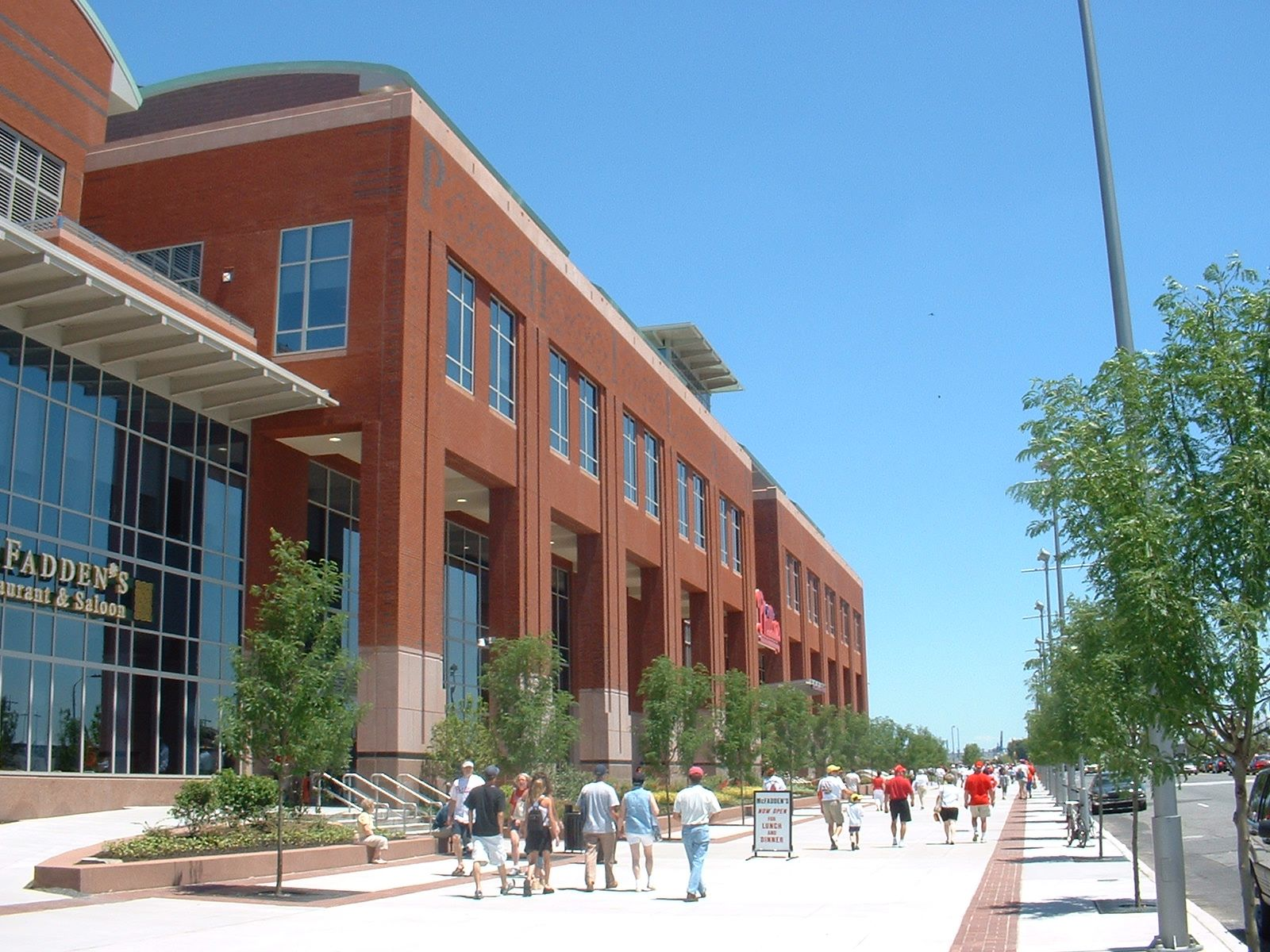
Home plate side of CBP on Pattison Avenue
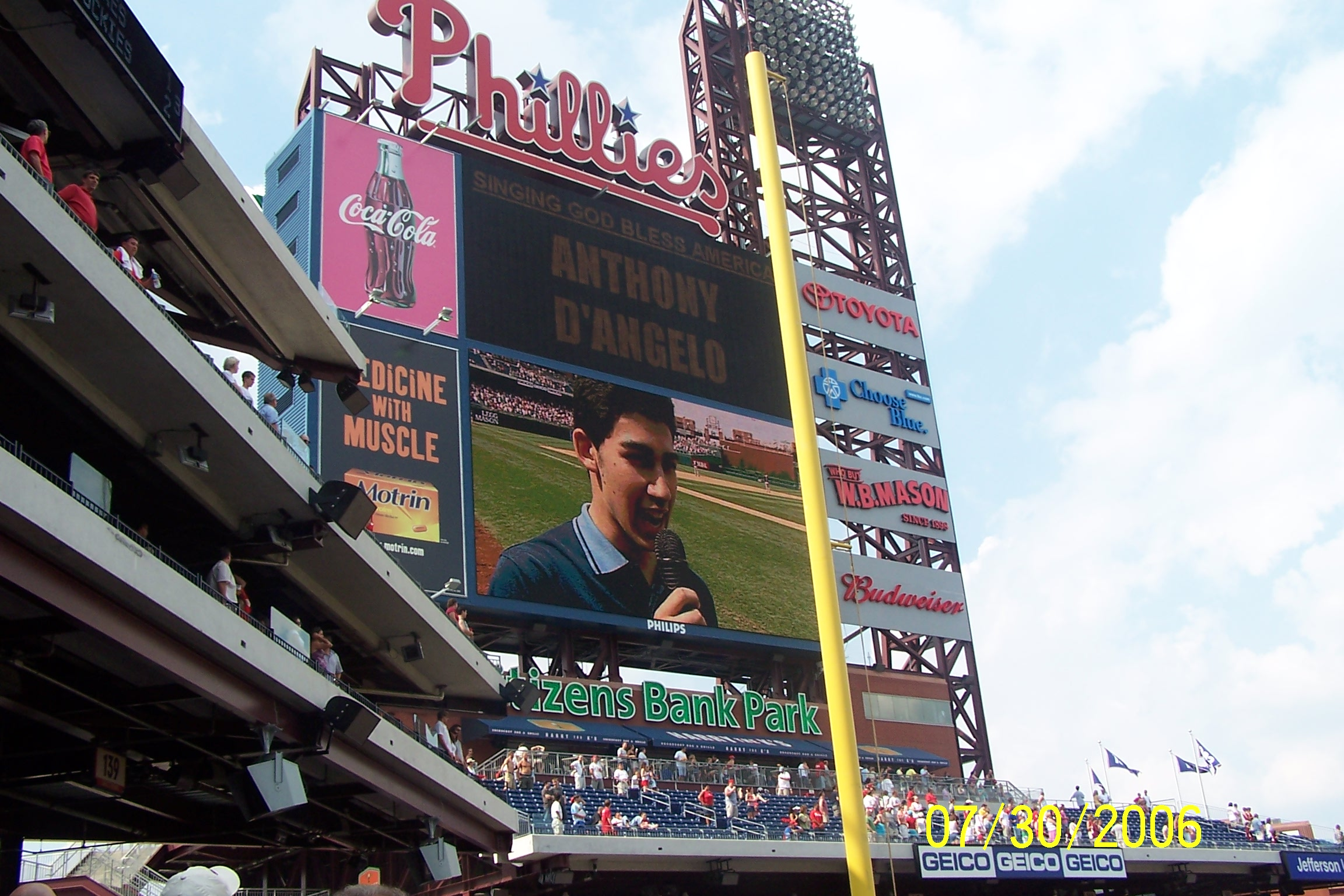
Scoreboard Interior with Singer
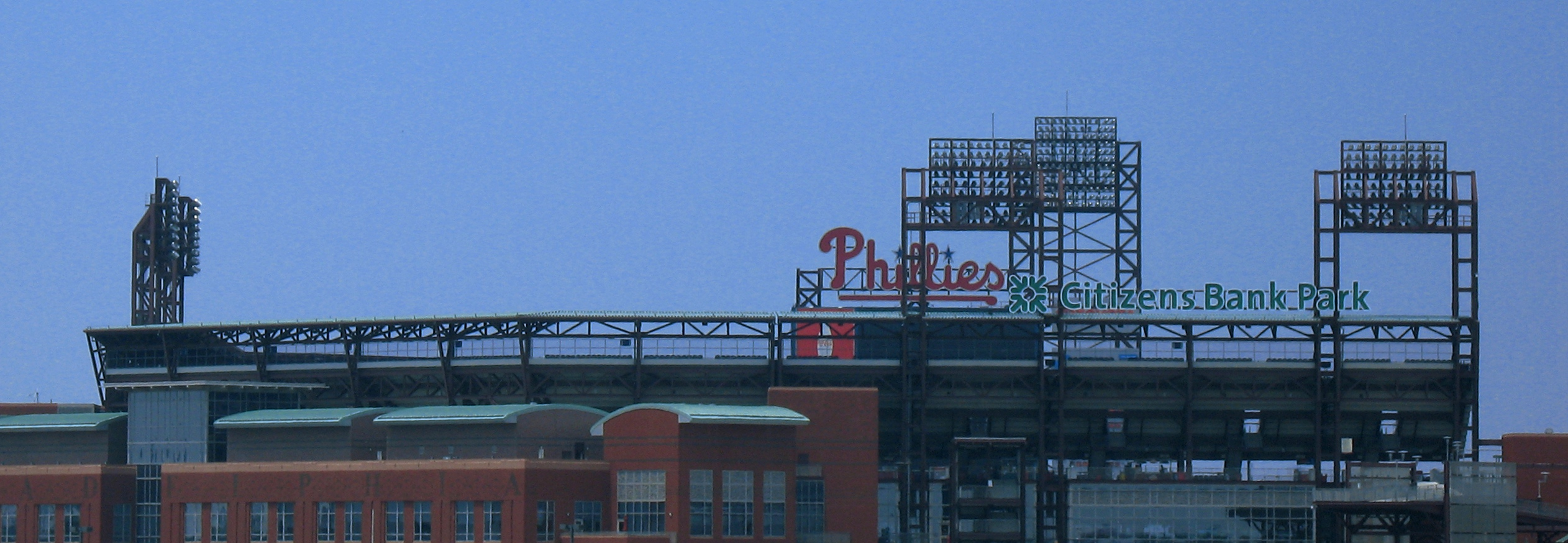
The view from I-95
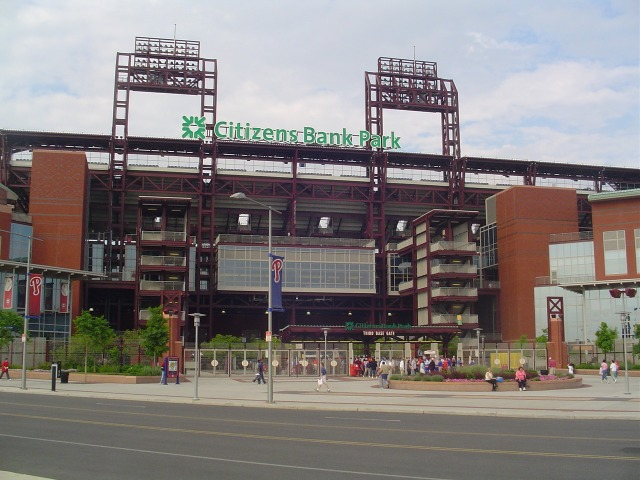
Entrance to the Ballpark
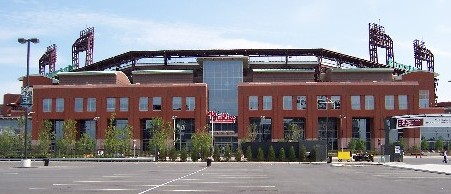
The front of the park as seen from a parking lot at Lincoln Financial Field